# 크로이츠링겐
크로이츠링겐(독일어: Kreuzlingen)은 스위스 북동부 투르가우주의 크로이츠링겐구에 있는 자치체이다. 이곳은 구의 청사 소재지이며, 약 22,000명의 인구를 가진 프라우엔펠트 다음으로 주에서 두 번째로 큰 도시이다. 크로이츠링겐은 독일 국경 바로 건너편에 있는 인접한 도시인 콘스탄츠와 함께 거의 120,000명의 인구가 있는 콘스탄츠 호수에서 가장 큰 교외 지역의 일부이다.

## 역사

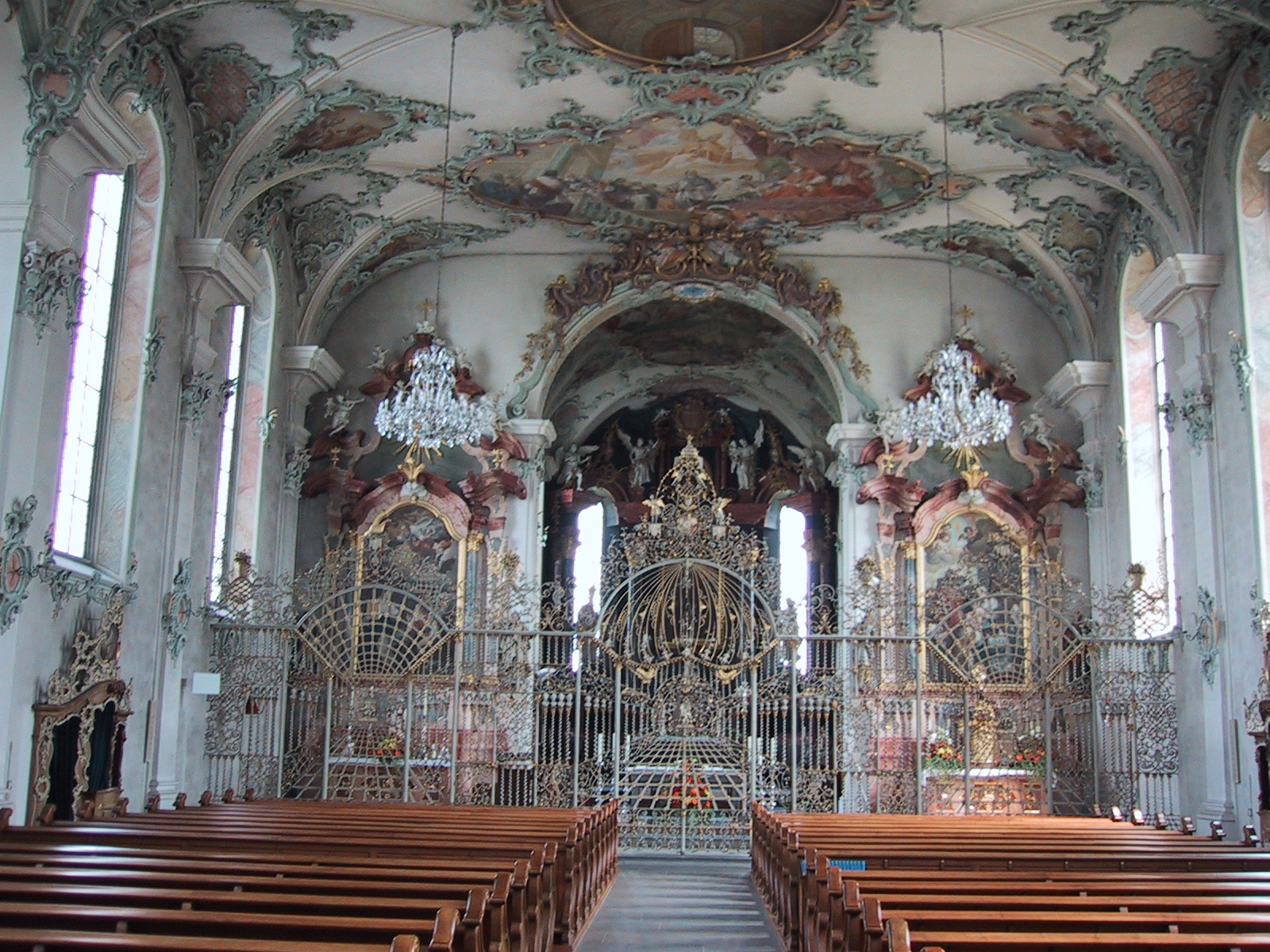
성울리히 교회 내부

시정촌의 이름은 이후 크로이츠링겐 수도원이 되는 아우구스티누스 수도원 크루셀린(Crucelin)에서 유래했다. 1125년 콘스탄츠의 주교 울리히 1세에 의해 세워졌다. 슈바벤 전쟁과 스웨덴군이 콘스탄츠를 포위한 후 30년 전쟁에서 아우구스티누스 수도원은 콘스탄츠 사람들에 의해 불탔다. 적을 지원한 승려. 1650년에 수도원은 현재 위치에 재건되었다. 1848년의 세속화와 함께 건물은 교사 학교가 되었다. 예배당은 가톨릭 교회가 되었다.
이 지역은 청동기 시대에 이미 정착했다. 켈트와 로마의 동전과 유물은 지속적인 정착을 보여준다. 쿠르츠리켄바흐는 830년에 Rihinbah로, 에겔쇼펜은 1125년에 Eigolteshoven으로, 에미쇼펜은 1159년에 Eminshoven으로 언급되었다. 아우구스티누스 수도원을 제외한 지자체의 영토는 콘스탄츠 주교의 소유였다. 아이드게노센이 1460년에 투르가우를 정복하고 종교개혁과 함께 더 나아가 이웃 도시와의 유대가 느슨해졌다.
19세기 초까지 현재의 크로이츠링겐 중심지는 여전히 대부분이 농업이었다. 최초의 증기선은 1824년에 콘스탄츠 호수에서 운행되기 시작했다. 첫 번째 기차 노선은 1871년에 완공되었고, 두 번째 노선은 1875년에 에츠빌렌까지 운행되었다. 이것은 이 지역에 상업과 산업을 가져왔다.
1874년에 에겔쇼펜의 지자체는 크로이츠링겐으로 이름이 바뀌었고, Gottlieben 대신에 지구의 수도가 되었다. 1927년 쿠르츠리켄바흐와 1928년 에미쇼펜이 합병되면서 현재의 규모에 이르렀다. 그러나 제1차 세계 대전 전까지 크로이츠링겐은 일종의 교외 지역이었다. 그 산업의 대부분은 독일 기업의 손에 있었다. 전쟁은 크로이츠링겐을 더 독립적으로 만들었다. 1947년에 크로이츠링겐은 10,000명의 거주자를 넘었고, 따라서 스위스 통계 규정에 따르면 도시가 되었다.

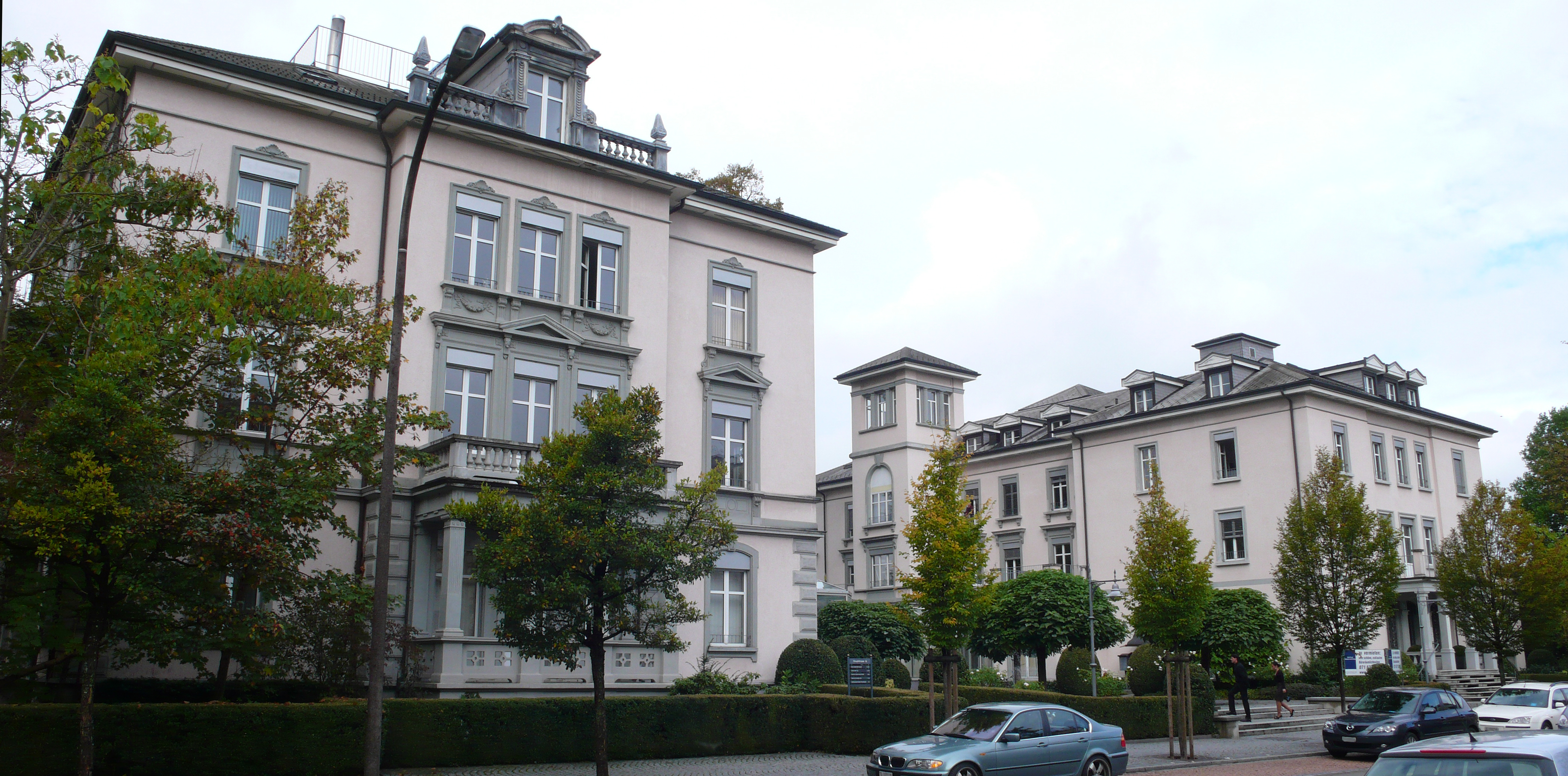
이전 벨뷔요양원의 일부

오래된 수도원의 일부를 차지하는 벨뷔요양원(Bellevue Sanatorium, 1857-1980)는 크로이츠링겐의 역사에서 중요한 역할을 했다. 1842년에 콘스탄츠의 이크나츠 파노티(Ignaz Vanotti)는 이전에 뢰머부르크에 있던 벨뷔의 이민자 언론을 수용하기 위해 1843년에 넓은 부지를 구입하고 주거용 및 상업용 건물을 지었다. 1857년 뮌스터링겐의 정신과 의사인 루드비히 빈스방거(Ludwig Binswanger)가 이 건물을 인수하고 개인 요양원을 열었다. 클리닉은 매우 현대적이었고, 거의 120년 동안 빈스방거 가문이 관리했다. 특히 실존 정신요법의 개발에서 루드비히 빈스방거라고도 불리는 설립자의 손자 아래에서 중요한 정신 의학 발전이 요양원에서 만들어졌다. 그러나 현재 건물은 거의 남아 있지 않다.

## 지리

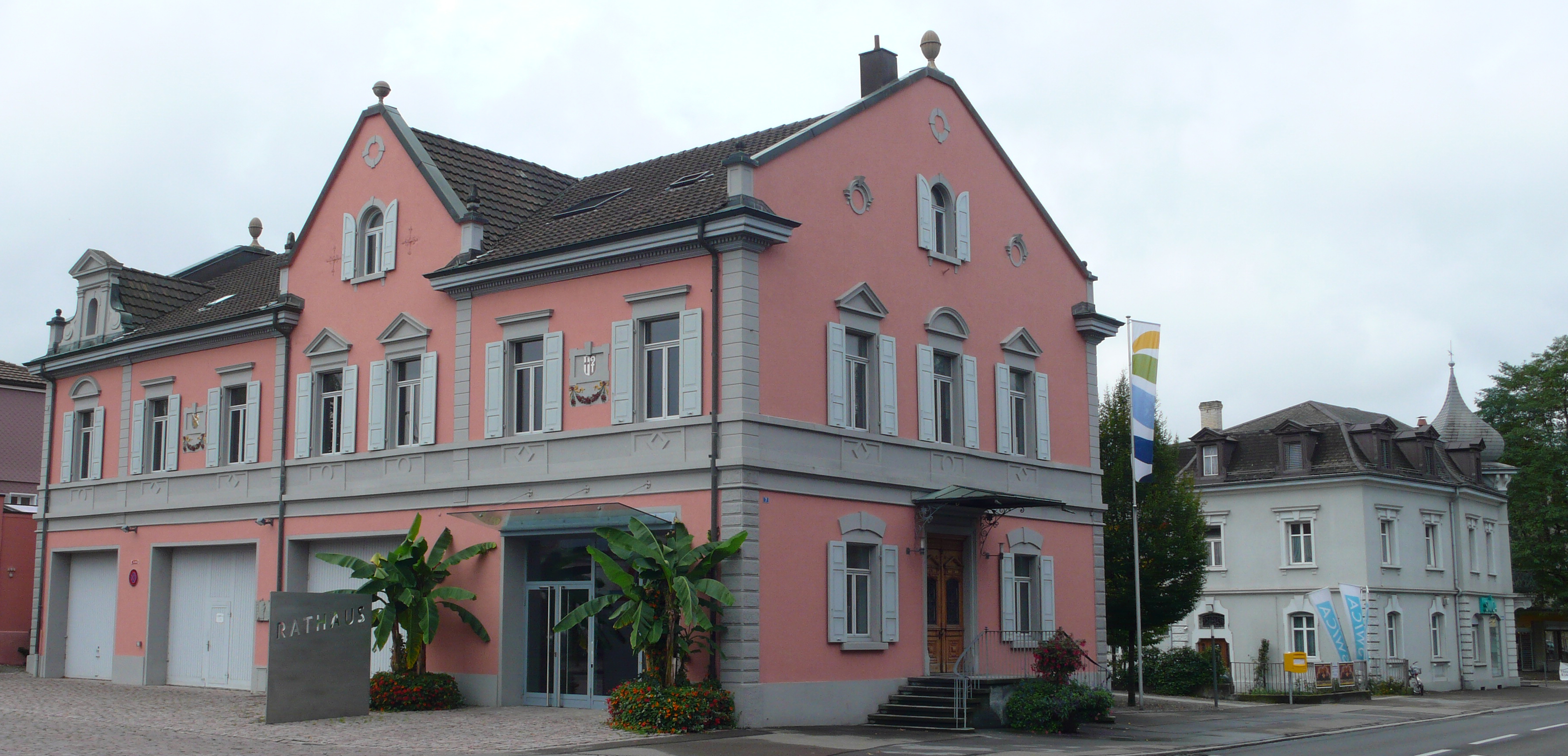
크로이츠링겐 시청

크로이츠링겐의 면적은 2009년 기준으로 11.49k㎡이다. 이 면적 중 3.13k㎡ (27.2%)가 농업 목적으로 사용되는 반면 3.24k㎡ (28.2%)는 산림이다. 나머지 토지 중 4.87k㎡ (42.4%)가 정착(건물 또는 도로), 0.11k㎡ (1.0%)가 강이나 호수이고, 0.13k㎡ (1.1%)는 비생산적인 토지이다.
시가지 중 공업용 건물이 전체 면적의 22.3%를 차지했으며, 주택과 건물이 5.7%, 교통 기반 시설이 0.7%를 차지했다. 전력 및 수자원 기반 시설 및 기타 특별 개발 지역은 면적의 5.3%를 구성하고 공원, 녹지대 및 스포츠 필드는 8.4%를 구성한다. 산림면적의 26.8%는 산림이 우거져 있고 1.4%는 과수원이나 작은 나무 군락으로 덮여 있다. 농경지 중 25.1%는 작물 재배에 사용되며, 2.2%는 과수원이나 포도나무 작물에 사용된다. 시정촌의 모든 물은 호수에 있다. 비생산적인 지역 중 1.1%는 비생산적인 초목이다.
시정촌은 독일 도시인 콘스탄츠와 국경을 접하고 있는 크로이츠링겐구에 위치한다. 이곳은 독일의 콘스탄츠와 접경 하는 운터제를 형성하기 위해 좁아지는 콘스탄츠 호수에 위치하고 있다. 약간 남쪽으로 기울어진 서쪽-동쪽 축에서 샤프하우젠과 로르샤흐 사이의 중간 지점에 있다. 그것은 베른라인, 에겔쇼펜, 에미쇼펜 및 쿠르츠리켄바흐(Kurzrickenbach)의 이전 마을로 구성된다.

## 인구통계

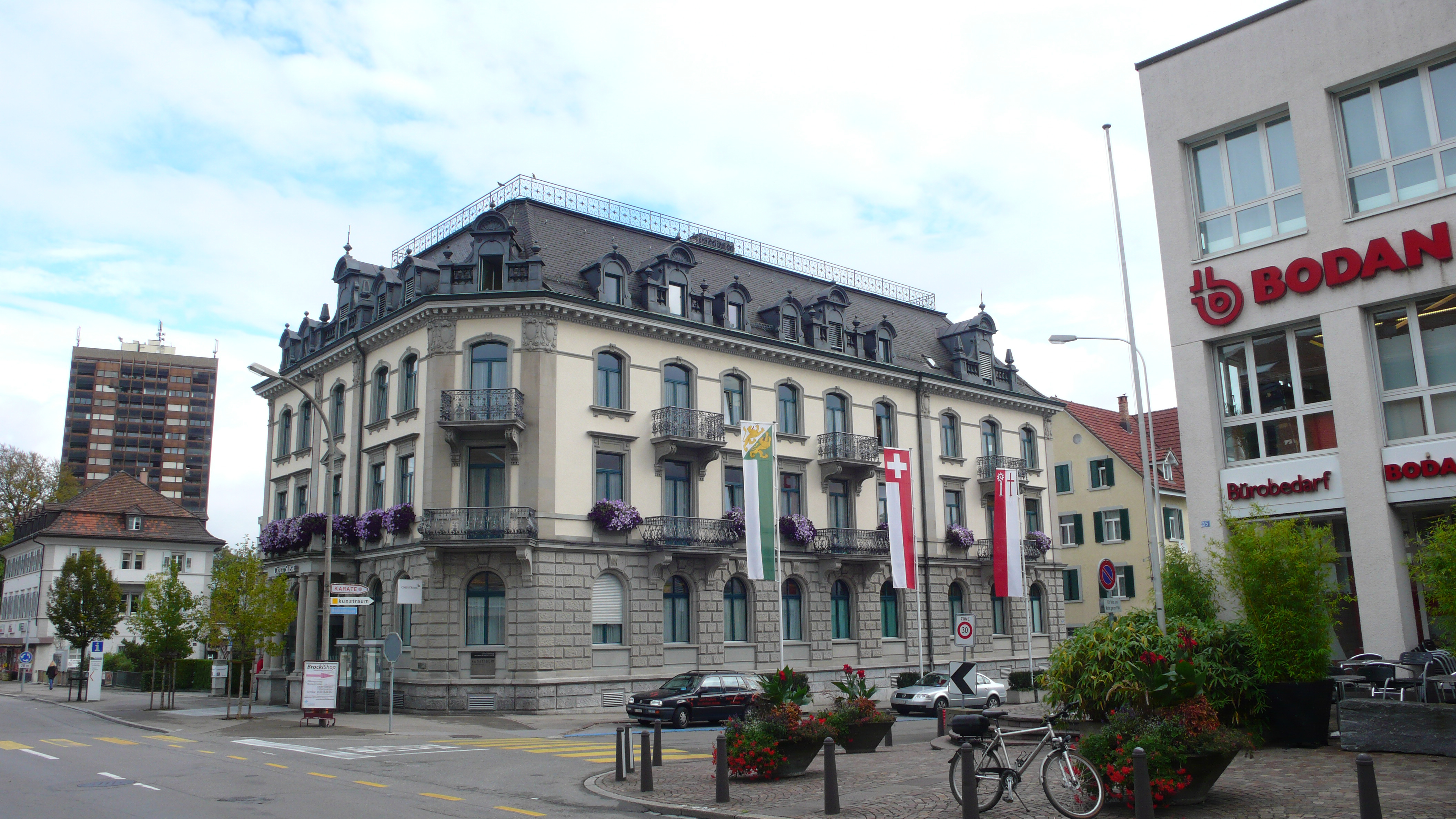
크로이츠링겐의 주요 거리

2020년 12월 기준, 크로이츠링겐의 인구는 22,390명이다. 2008년 기준으로 인구의 48.1%가 외국인이다. 1997년부터 2007년까지 지난 10년 동안 인구는 2.2%의 비율로 변화했다. 2000년 기준, 대부분의 인구는 독일어 (79.7%)를 사용하며, 이탈리아어가 2위(5.2%)이고, 알바니아어가 3위(3.8%)이다.
2008년 기준으로 인구의 성별 분포는 남성 49.2%, 여성 50.8%이다. 인구는 4,409명의 스위스 남성(인구의 23.8%)과 4,715명(25.5%)의 비스위스계 남성으로 구성되었다. 스위스 여성은 5,208명(28.1%), 비스위스계 여성은 4,194명(22.6%)이었다.
2008년에는 스위스 시민이 73명, 비스위스계 시민이 95명이었고, 같은 기간에 스위스 시민이 137명, 비스위스계 시민이 29명 사망했다. 이민과 이주를 무시하면, 스위스 시민의 인구는 64명 감소했고, 외국인 인구는 66명 증가했다. 스위스에서 다른 나라로 이주한 스위스 남성 1명, 스위스에서 다른 국가로 이주한 스위스 여성 2명, 스위스에서 다른 국가로 이주한 비스위스계 남성 299명이 있었다. 스위스에서 다른 나라로 이주한 263명의 비스위스계 여성. 2008년 전체 스위스 인구 변화(모든 출처에서)는 168명이 감소했고, 비스위스계 인구 변화는 442명이 증가했다. 이는 1.5%의 인구 증가율을 나타낸다.
2009년 현재 크로이츠링겐의 연령 분포는 다음과 같다. 1,651명(인구의 8.7%)이 0~9세이고 1,908명(10.1%)이 10~19세이다. 성인 인구 중 2,753명(인구의 14.5%(20~29세))이 있다. 2,588명(13.7%)은 30~39세, 3,201명(16.9%)은 40~49세, 2,536명(13.4%)은 50~59세이다. 고령자 분포는 2,076명(인구의 11.06%)이 69세는 1393명(7.4%), 70~79세는 712명(3.8%), 90세 이상은 115명(0.6%)이다.
2000년 기준으로 시정촌의 민간가구는 7,643세대로 가구당 평균 2.1명이다. 2000년 기준 단독주택은 총 2,111호 중 1,233호(전체의 58.4%)였다. 2가구 196채(9.3%), 3가구 148채(7.0%), 다가구 534채(25.3%) 순이었다. 자녀가 없는 부부는 4,031명(23.5%), 자녀가 있는 부부는 7,659명(44.7%)이었다. 한부모 가정에 거주하는 사람은 1,037명(또는 6.1%)이었고, 부모 중 한 명 또는 양부모와 함께 사는 성인 자녀 77명, 친척으로 구성된 가구에 거주하는 사람 59명, 혈연이 아닌 사람들로 구성된 가구와 시설에 수용되거나 다른 유형의 집단 주택에 거주하는 860명. 2008년 시정촌 공실률은 1.06%였다.
2007년 기준 신규주택 건설률은 인구 1000명당 10.9세대이다. 2000년에는 8,707채의 아파트가 시정촌에 있었다. 가장 흔한 아파트 규모는 방 4개짜리 아파트로 2,694호가 있었다. 1인실 아파트는 495채, 6실 이상 아파트는 652채였다. 2000년 현재 크로이츠링겐의 평균 아파트 임대료는 1039.11 스위스 프랑(CHF)이었다. 월(US$830, £470, €670, 2000년 환율). 방 1개 아파트의 평균 가격은 537.37 CHF(US$430, £240, €340)였고, 방 2개짜리 아파트는 약 782.79 CHF(US$630, £350, €500), 방 3개짜리 아파트는 약 932.38 CHF(US$750, £420, €600) 및 6개 이상의 방 아파트 비용은 평균 1458.12 CHF(US$1170, £660, €930)이다. 크로이츠링겐의 평균 아파트 가격은 전국 평균 1116CHF의 93.1%였다.
2007년 연방 선거에서 가장 인기 있는 정당은 득표율 35.92%를 얻은 SVP였다. 다음으로 가장 인기 있는 3개 정당은 SP (17.41%), CVP (16.13%) 및 녹색당 (12.99%)이었다. 이번 연방 총선에서는 총 3,633표가 투표되었고, 투표율은 42.9%였다.
역사적 인구는 다음 표에 나와 있다.
| 년도 | 인구    |
| ---- | ------- |
| 1831 | 661 a   |
| 1870 | 1,471 a |
| 1880 | 2,426   |
| 1920 | 5,740   |
| 1930 | 8,615   |
| 1950 | 10,045  |

^a  에겔쇼펜의 인구

## 국가중요문화재
세인트 울리히의 이전 Augustinian Chorherrenstift, Seeburgscheune 및 제부르크성의 이전 곡물 창고와 와인 프레스는 국가적으로 중요한 스위스 문화 유산으로 등록되어 있다. 운터제 지역은 스위스 유산 목록의 일부이다.

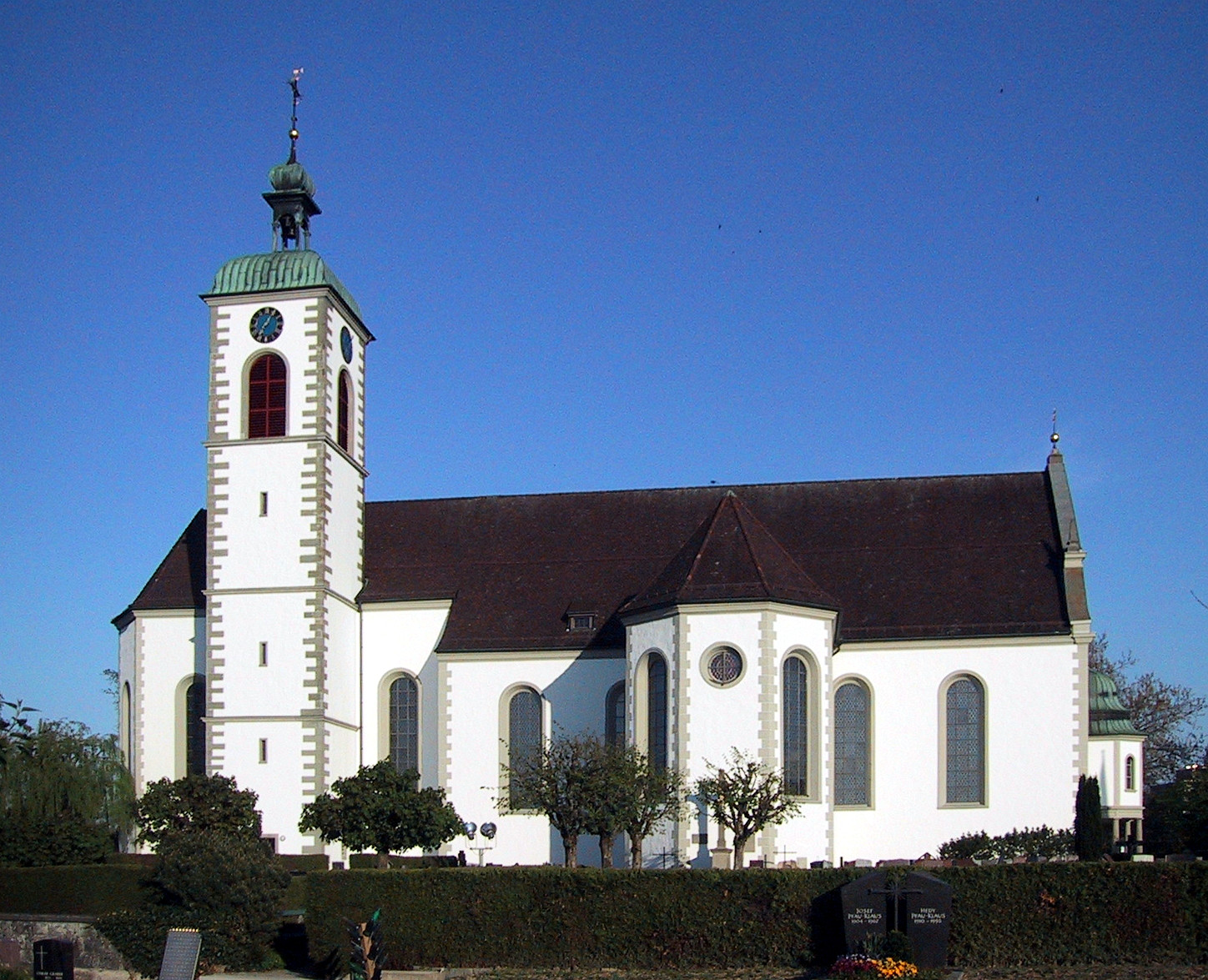
성울리히 교회
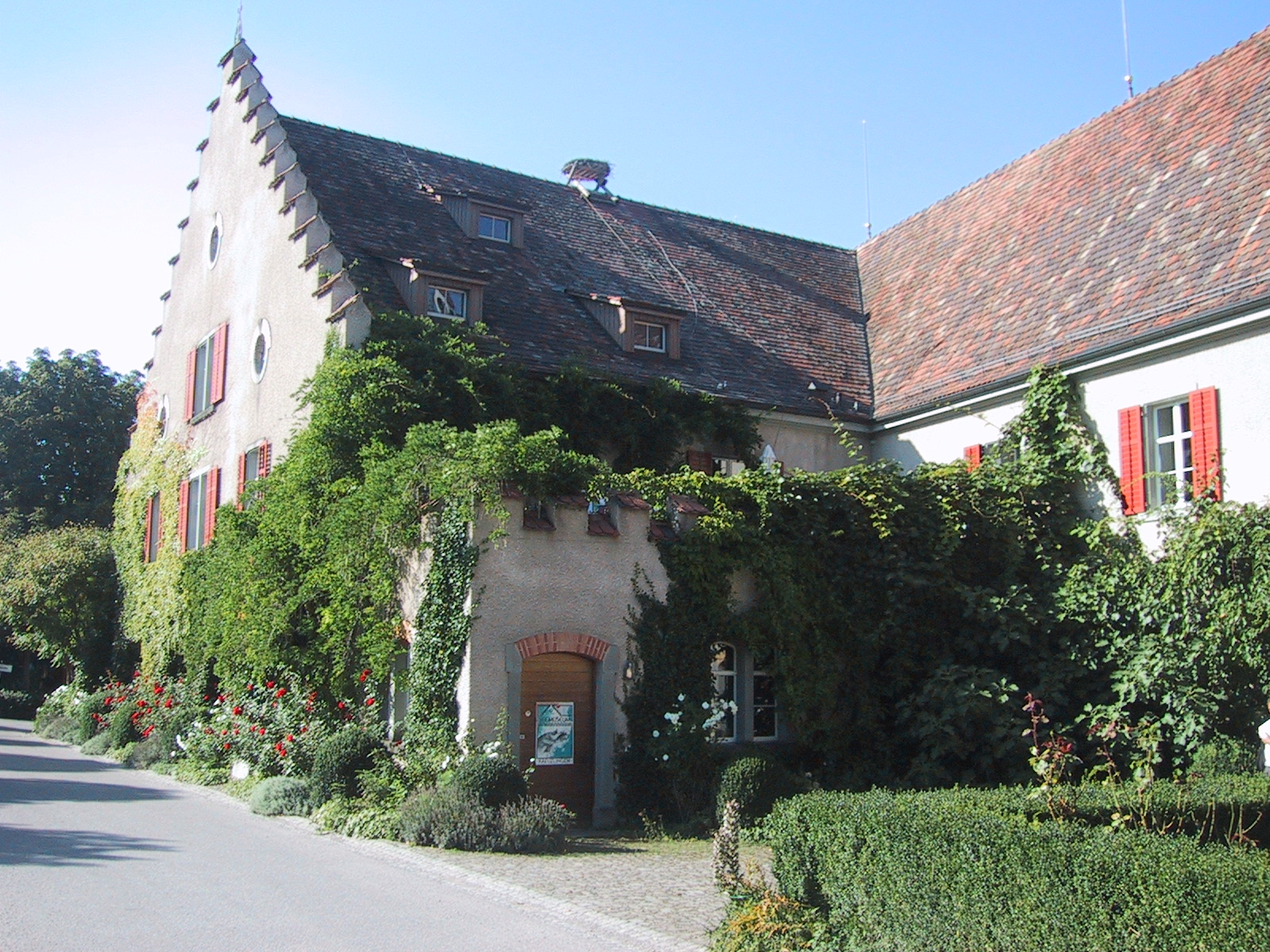
제박물관
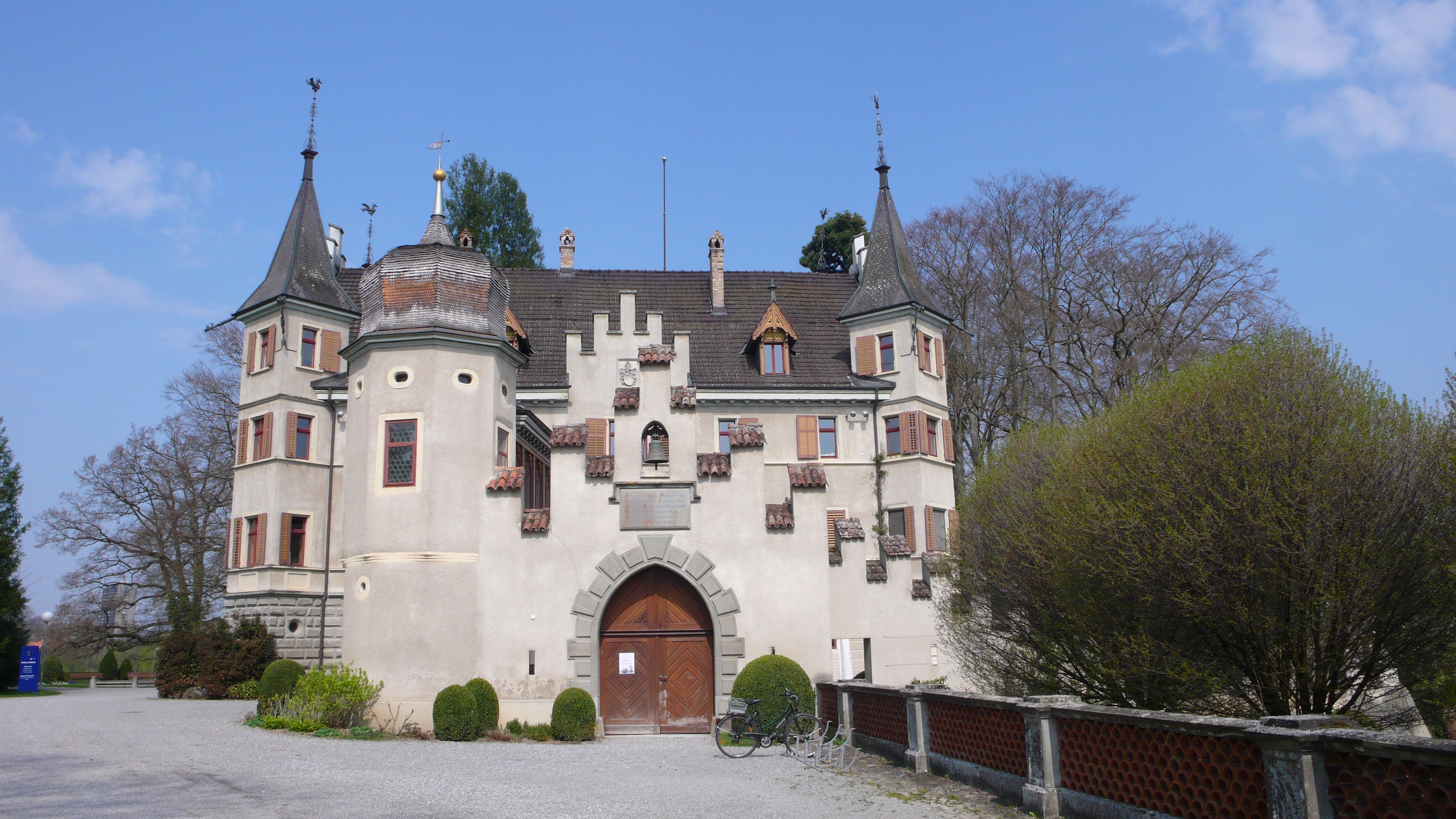
제부르크성

## 경제
2007년 현재 크로이츠링겐의 실업률은 3.54%이다. 2005년 기준으로 1차 경제 부문에 92명이 고용되어 있으며, 이 부문에 약 20개 기업이 참여하고 있다. 2,799명이 2차 부문에 고용되어 있고, 이 부문에 183개의 기업이 있다. 6,042명이 3차 부문에 고용되어 있으며, 이 부문에는 821개의 기업이 있다. 2000년에 11,275명의 근로자가 시정촌에 살았다. 이 중 3,510명(약 31.1%)의 거주자가 크로이츠링겐 외부에서 일했고, 4,725명이 일을 위해 지자체로 통근했다. 지자체에는 총 12,490개의 일자리(주당 최소 6시간)가 있었다. 근로 인구 중 8.4%는 대중교통을 이용해 출근했고, 48.2%는 자가용을 이용했다.
이전에는 대부분의 주민들이 와인 산업으로 생계를 유지했다. 그러나 질병과 떨어지는 수확량으로 인해 1938년에 크로이츠링겐에서 마지막 와인 포도가 재배되었다.
오늘날 지역 경제는 대부분 상업 및 제조업이며, 가장 큰 고용주는 의류 제조업체이다.

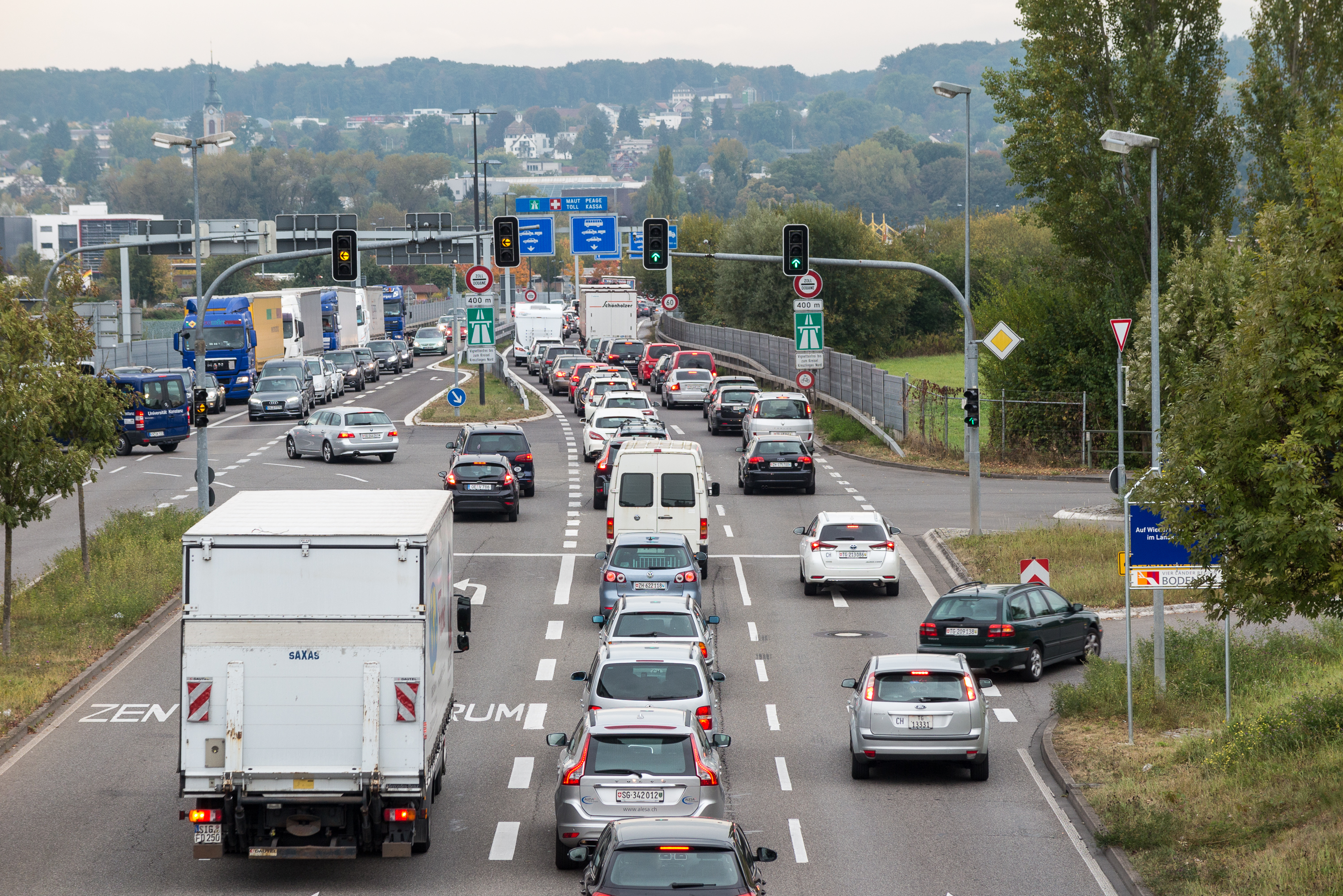
주말에 콘스탄츠에서 본국으로 돌아오는 스위스 쇼핑객들

2010년대 후반에 크로이츠링겐의 시내는 도시를 통과하는 스위스 다른 지역의 버스를 포함하여 많은 구매자가 독일의 기본 품목에 대한 낮은 가격으로 인해 콘스탄츠에서 쇼핑하기 위해 국경을 건너기 시작하면서 쇼핑객 부족을 경험하기 시작했다. 유로와 프랑 사이의 유리한 환율과 스위스와 같은 비 유럽연합 국가의 구매자가 구매한 상품 가격의 20%를 돌려받을 수 있는 독일의 부가가치세 환급 때문이었다. 시에서 선출된 공무원들이 당국에 반경쟁적이라고 느끼기 때문에 독일국과 이 정책의 변경을 협상하라고 요구했다. 동시에 주말에 스위스의 맹공격으로 고향을 떠나게 된 일부 콘스탄츠 주민들은 주로 다른 독일인들에게 서비스를 제공하는 사업체를 크로이즐링겐에 열었다.

## 종교

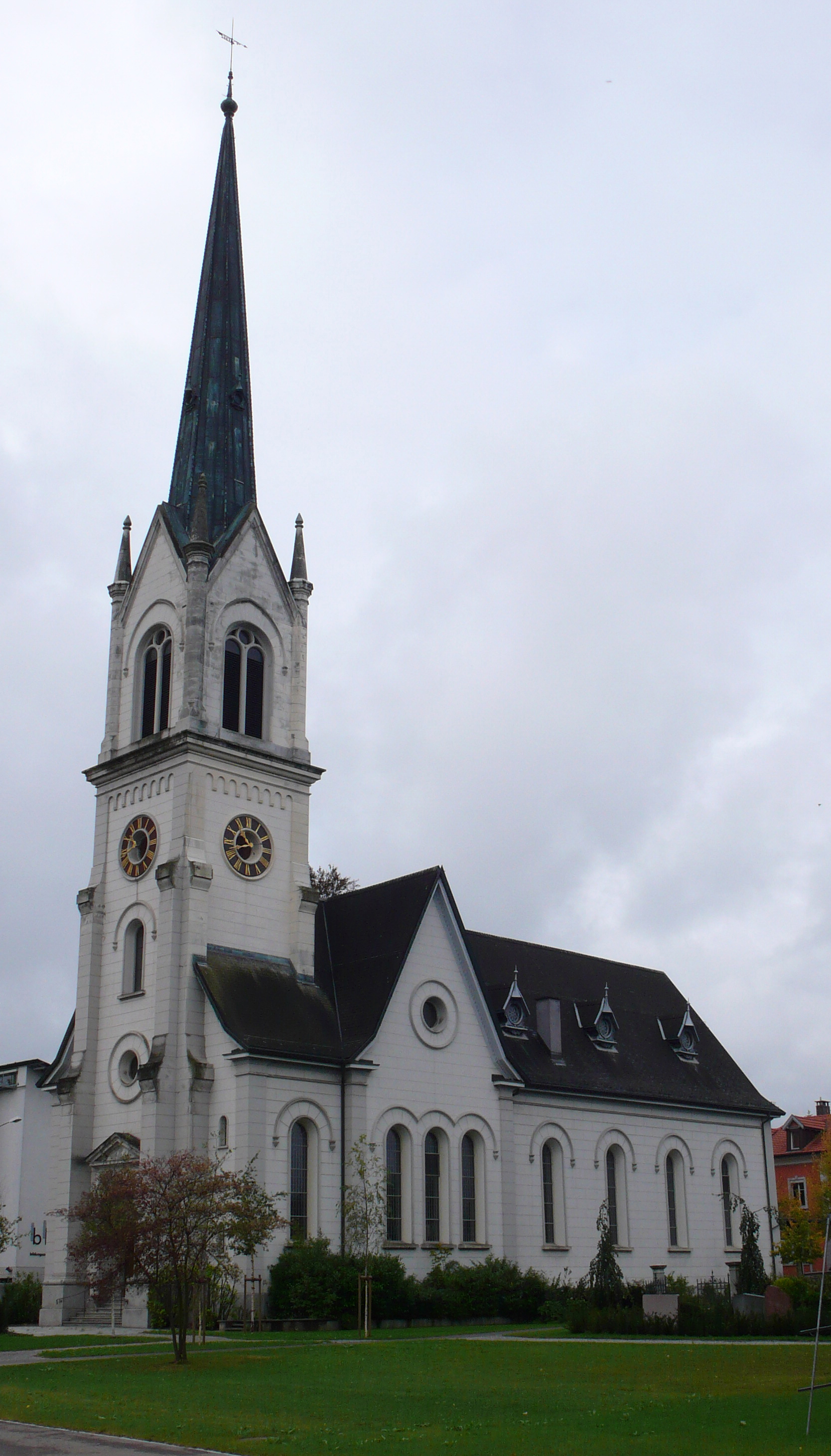
에겔쇼펜의 스위스 개혁 교회

2000년 인구 조사에서 인구의 12,755명(74.45%)가 기독교인이었다. 그중 6,339명(37.0%)이 로마 가톨릭 신자이고, 5,313명(31.0%)이 스위스 개혁 교회에 속해 있다. 나머지 인구 중 스위스의 크리스찬 가톨릭 교회 신자는 13명(0.08%)이었고, 정교회에 속한 신자는 632명(인구의 약 3.69%), 그리고 다른 기독교 교회에 속한 458명의 개인(또는 인구의 약 2.68%)이 있다. 유대교 11명(0.06%), 이슬람교 2,064명(약 12.06%), 다른 교회에 속한 111명(약 0.65%)이 있었다. (인구 조사에 등재되지 않음) 1,532명(약 8.95%)이 교회에 속하지 않았고, 불가지론 또는 무신론자이며, 645명(약 3.77%)가 질문에 대답하지 않았다.

## 교육

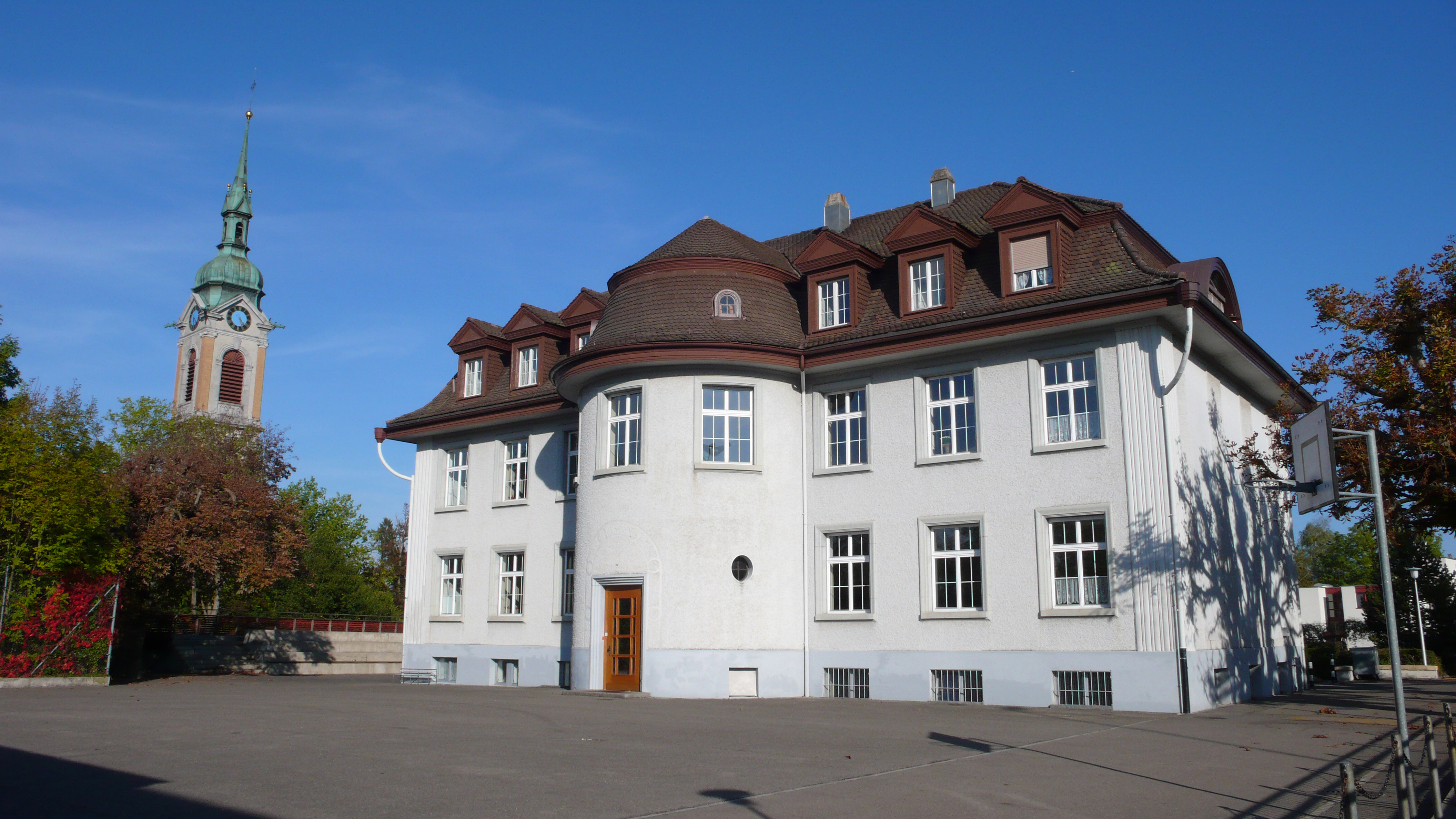
에미쇼펜의 초등학교

크로이츠링겐에서는 인구의 약 63.2%(25-64세)가 비필수 고등교육 또는 추가 고등교육(대학 또는 응용학문대학)을 완료했다.
크로이츠링겐은 크로이츠링겐 초등학교 학군이 있는 곳이다. 또한 크로이츠링겐 중등 교육구가 있는 곳이기도 하다.
2008/2009 학년도에는 초등학교 학군에 1,191명의 학생이 있었다. 유치원에는 290명의 아이들이 있었다. 그리고 평균 학급 규모는 17.06명의 유치원생이었다. 유치원에 다니는 아이들 중 146명(50.3%)이 여자였고, 163명(56.2%)이 스위스 시민이 아니었으며, 140명(48.3%)이 모국어로 독일어를 구사하지 못했다. 하위 및 상위 기본 수준은 약 5-6세에 시작하여 6년 동안 지속된다. 하위 초등학교에 446명의 아동이 있었고 상위 초등학교에 455명의 아동이 있었다. 초등학교의 평균 학급 규모는 17.15명이었다. 하위 초등학교에는 225명의 어린이(전체 인구의 50.4%가 여성), 245명(54.9%)이 스위스 시민이 아니며, 218(48.9%)이 독일어를 모국어로 사용하지 않았다. 상위 초등단계에서는 여성이 224명(49.2%), 스위스 시민이 아닌 221명(48.6%), 독일어가 모국어가 아닌 217명(47.7%)이 있었다.
중등 교육구에는 622명의 학생이 있다. 중등 수준에서 학생들은 성과에 따라 나뉜다. 중등 단계는 약 12세에 시작하여 보통 3년 동안 지속된다. 고등학교에 다니는 10대 318명 중 179명(56.3%)이 여성, 93명(29.2%)이 스위스 시민이 아니며, 92명(28.9%)이 독일어를 모국어로 하지 않다. 표준 학교에 다니는 274명의 10대 중 124명(45.3%)이 여성, 173명(63.1%)이 스위스 시민이 아니며, 174명(63.5%)이 독일어를 모국어로 사용하지 않았다. 마지막으로, 특수 또는 교정 학급에 있는 10대 30명이 있었는데, 그중 13 또는 43.3%가 여성이고, 20 또는 66.7%가 스위스 시민이 아니며, 20 또는 66.7%가 독일어를 모국어로 사용하지 않았다. 중등 수준의 모든 학급의 평균 학급 규모는 19.73명이었다.
크로이츠링겐의 주요 도서관은 도시 및 직업 학교 도서관이다. 도서관은 (2008년 현재) 22,870권의 책 또는 기타 매체를 보유하고 있으며, 같은 해에 120,211권을 대출했다. 그 해에는 주당 평균 30시간씩 총 290일을 열었다.

## 교통
크로이츠링겐은 철도의 교차로이다. 이곳에서 호수선(로르샤흐-샤프하우젠)이 크로이츠링겐-콘스탄츠 및 크로이츠링겐-바인펠덴 철도 노선을 만난다. 도시에는 4개의 역이 있다:
- 크로이츠링겐역 (Kreuzlingen)
- 크로이츠링겐 하펜역 (Kreuzlingen Hafen)
- 크로이츠링겐 베른하인역 (Kreuzlingen Bernrain)
- 쿠르츠리켄바흐 제파크역 (Kurzrickenbach Seepark)

콘스탄츠-크로이츠링겐에서 개인 자동차 교통량으로 발생하는 이원적 트래픽을 완화하기 위해 콘스탄츠-크로이츠링겐 S-반 건설이 검토되고 있다. 트램이나 경전철이 가장 큰 이점을 제공하겠지만, 기반 시설을 갖추는데 소요되는 고비용은 실현가능성에 의문을 제기한다.
스위스 A7 고속도로에 속하는 남크로이츠링겐 및 북크로이츠링겐 고속도로 교차로가 크로이츠링겐의 도시 지역에 있다. 이 구간의 필수적인 부분은 부분적으로 인구 밀집된 도시 지역 아래를 달리는 기르스베르크 터널이다. 빈터투어의 A1 고속도로과 합류하는 A7 고속도로는 콘스탄츠를 향해 북쪽으로 달리고, 대규모 커뮤니티 세관 시설을 통해 독일 연방 33번 고속도로로 이어진다. 북크로이츠링겐 교차로에서 주경계와 원형교차로 사이의 구간은 양방향 비네트가 적용되지 않는다. 다른 도시는 여러 주요 도로를 통해 도달할 수 있다. 16번 도로는 바인펠덴과 빌 SG로, 13번 도로는 샤프하우젠과 로르샤흐까지, 1번 도로는 프라우엔펠트, 빈터투어와 취리히로 연결된다.

## 스포츠
FC 크로이츠링겐은 지자체의 축구 클럽이다.
크로이츠링겐은 전통적으로 수구에서 스위스의 허브 중 하나였다. SC 크로이츠링겐은 스위스 선수권 대회에서 총 9회 우승했다.